# Ingrid Helander
Ingrid Erika Torbjörnsdotter Helander, född 18 februari 1972 i Torps församling i Medelpad, är en svensk vetenskapsjournalist och före detta alpin skidåkare. Hon är vetenskapsredaktör på Svenska Dagbladet sedan 2021.

## Alpin skidkarriär
Helander representerade Getbergets SK. Internationellt gjorde hon 42 starter i Europacupen mellan 1995 och 1997 och uppnådde som bäst en andraplats i storslalom i Sankt Sebastian i december 1996, vilket också är hennes enda pallplats i cupen. Hon tog två SM-medaljer under karriären. Hon vann super-G vid SM 1995 när hon oväntat slog landslagsåkare som Ylva Nowén, trots att hon inte ens tränade disciplinen. Den andra SM-medaljen kom 1996 i storslalom då hon lyckades ta en tredjeplats.

## Journalistkarriär
Efter skidkarriären studerade Helander biomedicin vid Karolinska Institutet. Hon blev sedan journalist 2006. Från 2011 arbetade hon på branschtidningen Life Science Sweden, som nyhetsredaktör 2011–2013 och som chefredaktör 2013–2015. Från 2015 fram till 2021 var hon chefredaktör för Läkemedelsvärlden och från 2020 även kommunikationsansvarig för Apotekarsocieteten, som ger ut tidningen. Från 2021 är hon vetenskapsredaktör på Svenska Dagbladet.